# Джавід Челебієв
Джавід Челебієв (азерб. Cavid Çələbiyev; 17 травня 1992, Баку) — азербайджанський боксер, чемпіон світу серед аматорів.

## Боксерська кар'єра
2011 року Джавід Челебієв став чемпіоном Азербайджану.
На чемпіонаті світу 2013 в категорії до 56 кг, здобувши шість перемог, у тому числі у півфіналі над Кайратом Єралієвим (Казахстан) та у фіналі над Володимиром Нікітіним (Росія), став чемпіоном світу.
2016 року Джавід Челебієв виграв кваліфікаційний до Олімпійських ігор 2016 турнір, але на самій Олімпіаді програв у першому бою Кайрату Єралієву — 1-2.
На чемпіонаті Європи 2017 в категорії до 60 кг програв у другому бою Соф'яну Уміа (Франція).
На Європейських іграх 2019 здобув дві перемоги, а у чвертьфіналі програв Отару Ераносяну (Грузія).
На Олімпійських іграх 2020 переміг у першому бою Ярослава Харциз (Україна) — 5-0, а у другому програв Оганесу Бачкову (Вірменія) — 1-4.